# بردفورد (ایندیانا)
بردفورد (به انگلیسی: Bradford) یک منطقهٔ مسکونی در ایالات متحده آمریکا است که در شهرستان هریسون، ایندیانا واقع شده‌است. بردفورد ۲۵۴ متر بالاتر از سطح دریا واقع شده‌است.